# Spoorlijn Les Aubrais-Orléans - Montauban-Ville-Bourbon
De spoorlijn Les Aubrais-Orléans - Montauban-Ville-Bourbon is een Franse spoorlijn van Fleury-les-Aubrais naar Montauban en een van de grote radialen van het Franse spoorwegnet. De lijn is 544,5 km lang en heeft als lijnnummer 590 000.

## Geschiedenis
Tussen Les Aubrais-Orléans en Châteauroux werd de lijn in gedeeltes geopend door de Compagnie du chemin de fer du Centre, van Les Aubrais-Orléans naar Vierzon op 20 juli 1847 en van Vierzon naar Châteauroux op 15 november 1847. Na het overgaan van de concessie naar de Compagnie du chemin de fer de Paris à Orléans werd de lijn stapsgewijs verder uitgebreid: 
- Châteauroux - Argenton-sur-Creuse: 2 mei 1854
- Argenton-sur-Creuse - Limoges: 2 juni 1856 Mercuès - Cahors: 20 december 1869
- Cahors - Montauban: 10 april 1884
- Souillac - Cazoulès: 16 juni 1889
- Brive-la-Gaillarde - Souillac: 1 juli 1891
- Cazoulès - Mercuès: 1 juli 1891
- Limoges - Brive-la-Gaillarde: 1 juli 1893

### Tracéwijziging
In 1864 werd een nieuw tracé in gebruik genomen bij Saint-Sulpice-Laurière.

## Treindiensten
De SNCF verzorgt het personenvervoer op dit traject met TER treinen.
| Serie   | Treinsoort | Route | Bijzonderheden         |
| ------- | ---------- | --- | ---------------------- |
| IC 3600 | IC (SNCF)  | Paris-Austerlitz – Les Aubrais – Vierzon – Châteauroux – Argenton-sur-Creuse – La Souterraine – Limoges-Bénédictins – Brive-la-Gaillarde – Souillac – Cahors – Caussade – Montauban-Ville-Bourbon – Toulouse-Matabiau |                        |
| IC 3750 | IC (SNCF)  | Paris-Austerlitz – Les Aubrais – Montauban-Ville-Bourbon – Toulouse-Matabiau | nachttrein             |
| IC 3755 | IC (SNCF)  | Paris-Austerlitz – Figeac – Rodez | nachttrein             |
| IC 3950 | IC (SNCF)  | Paris-Austerlitz – Les Aubrais – Auterive – Saverdun – Pamiers – Foix – Latour-de-Carol - Enveitg | nachttrein             |
| IC 4400 | IC (SNCF)  | Lyon-Perrache – Lyon-Part-Dieu – Roanne – Saint-Germain-des-Fossés – Moulins-sur-Allier – Nevers – Bourges – Vierzon – Saint-Pierre-des-Corps – Saumur – Angers-Saint-Laud – Nantes                                   |                        |
| K 5+    | TER (SNCF) | Paris-Austerlitz – Les Aubrais – Salbris – Vierzon – Bourges – Nevers |                        |
| K 1     | TER (SNCF) | Brive-la-Gaillarde – Montauban-Ville-Bourbon – Toulouse-Matabiau |                        |
| P 2     | TER (SNCF) | Lyon-Perrache – Lyon-Part-Dieu – Lozanne – Paray-le-Monial – Moulins-sur-Allier – Nevers – Bourges – Vierzon – Bléré - la Croix – Saint-Pierre-des-Corps – Tours                                                      | Rijdt eenmaal per dag. |
| P 4     | TER (SNCF) | Orléans – Argenton-sur-Creuse |                        |
| P 7     | TER (SNCF) | Nevers – Bourges – Vierzon – Saint-Pierre-des-Corps – Tours |                        |
| P 14    | TER (SNCF) | Orléans – Bourges – Nevers |                        |
| D 22    | TER (SNCF) | Limoges-Bénédictins – Brive-la-Gaillarde |                        |
| D 31    | TER (SNCF) | Limoges-Bénédictins – Périgueux – Libourne – Bordeaux-Saint-Jean |                        |
| L 21    | TER (SNCF) | Châteauroux – Limoges-Bénédictins |                        |
| L 22    | TER (SNCF) | Limoges-Bénédictins – Brive-la-Gaillarde |                        |
| L 25    | TER (SNCF) | [ Montluçon-Ville – ] / [ Felletin – ] Guéret – Limoges-Bénédictins |                        |
| L 26    | TER (SNCF) | Ussel – Limoges-Bénédictins |                        |
| L 31    | TER (SNCF) | Limoges-Bénédictins – Périgueux – Libourne – Bordeaux-Saint-Jean |                        |

## Aansluitingen
In de volgende plaatsen is of was er een aansluiting op de volgende spoorlijnen:
Les Aubrais
RFN 569 000, spoorlijn tussen Les Aubrais-Orléans en Orléans
RFN 570 000, spoorlijn tussen Paris-Austerlitz en Bordeaux-Saint-Jean
RFN 683 000, spoorlijn tussen Les Aubrais-Orléans en Malesherbes
RFN 686 000, spoorlijn tussen Les Aubrais-Orléans en Montargis
aansluiting Vierzon
RFN 569 301, raccordement van Orléans naar Vierzon
aansluiting Gien
RFN 687 000, spoorlijn tussen Orléans en Gien
Vierzon
RFN 593 000, spoorlijn tussen Vierzon en Saint-Pierre-des-Corps
Vierzon-Forges
RFN 590 606, stamlijn Vierzon-Forges
RFN 690 000, spoorlijn tussen Vierzon en Saincaize
Issoudun
RFN 691 000, spoorlijn tussen Saint-Florent-sur-Cher en Issoudun
Châteauroux
RFN 594 000, spoorlijn tussen Joué-lès-Tours en Châteauroux
RFN 696 000, spoorlijn tussen Châteauroux en La Ville-Gozet
Argenton-sur-Creuse
RFN 598 000, spoorlijn tussen Port-de-Piles en Argenton-sur-Creuse
RFN 697 000, spoorlijn tussen Argenton-sur-Creuse en La Chaussée
Saint-Sébastien
RFN 704 000, spoorlijn tussen Saint-Sébastien en Guéret
Bersac
RFN 604 000, spoorlijn tussen Mignaloux-Nouaillé en Bersac
Saint-Sulpice-Laurière
RFN 702 000, spoorlijn tussen Montluçon en Saint-Sulpice-Laurière
Le Palais
RFN 713 000, spoorlijn tussen Le Palais en Eygurande-Merlines
Limoges-Puy-Imbert
RFN 590 306, raccordement tussen Limoges-Puy-Imbert en Limoges-Montjovis
Limoges-Bénédictins
RFN 606 000, spoorlijn tussen Le Dorat en Limoges-Bénédictins
RFN 610 000, spoorlijn tussen Limoges-Bénédictins en Angoulême
RFN 611 000, spoorlijn tussen Limoges-Bénédictins en Périgueux
Brive-la-Gaillarde
RFN 613 000, spoorlijn tussen Nexon en Brive-la-Gaillarde
RFN 621 000, spoorlijn tussen Coutras en Tulle
RFN 718 000, spoorlijn tussen Brive-la-Gaillarde en Toulouse-Matabiau via Capdenac
Souillac
RFN 719 000, spoorlijn tussen Souillac en Viescamp-sous-Jallès
Cazoulès
RFN 628 000, spoorlijn tussen Siorac-en-Périgord en Cazoulès
Gourdon
RFN 630 000, spoorlijn tussen Carsac en Gourdon
aansluiting Libos
RFN 632 000, spoorlijn tussen Monsempron-Libos en Cahors
Cahors
RFN 633 000, spoorlijn tussen Cahors en Moissac
RFN 724 000, spoorlijn tussen Cahors en Capdenac
Montauban-Ville-Bourbon
RFN 640 000, spoorlijn tussen Bordeaux-Saint-Jean en Sète-Ville
RFN 738 000, spoorlijn tussen Montauban-Ville-Bourbon en La Crémade
RFN 739 000, spoorlijn tussen Lexos en Montauban-Ville-Bourbon

## Elektrische tractie
De lijn werd geëlektrificeerd met een gelijkspanning van 1500 volt. Van Les Aubrais-Orléans naar Vierzon in 1926, van Vierzon naar Brive-la-Gaillarde in 1935 en van Brive-la-Gaillarde naar Montauban in 1943.

## Galerij

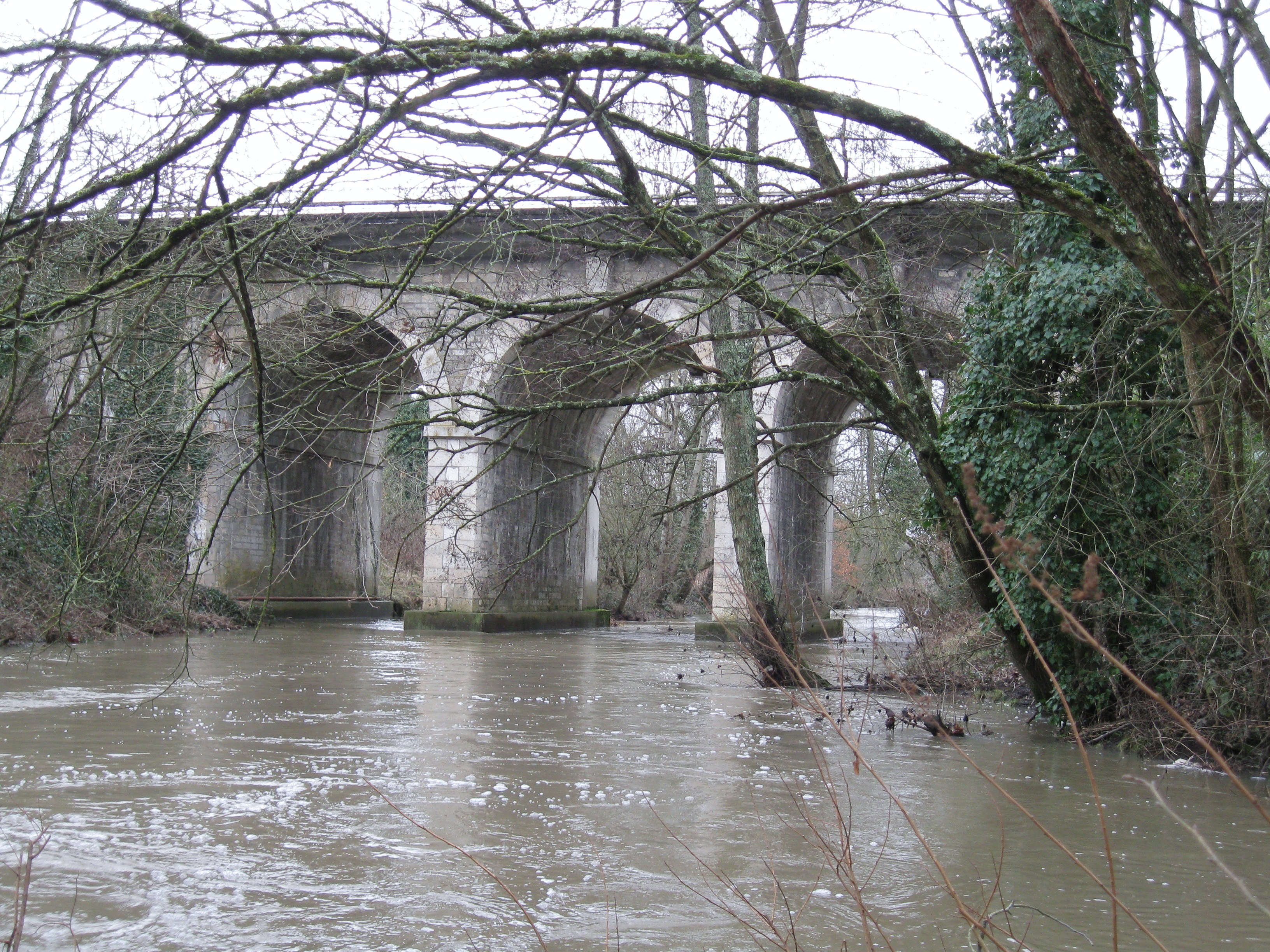
Spoorbrug over de Beuvron.
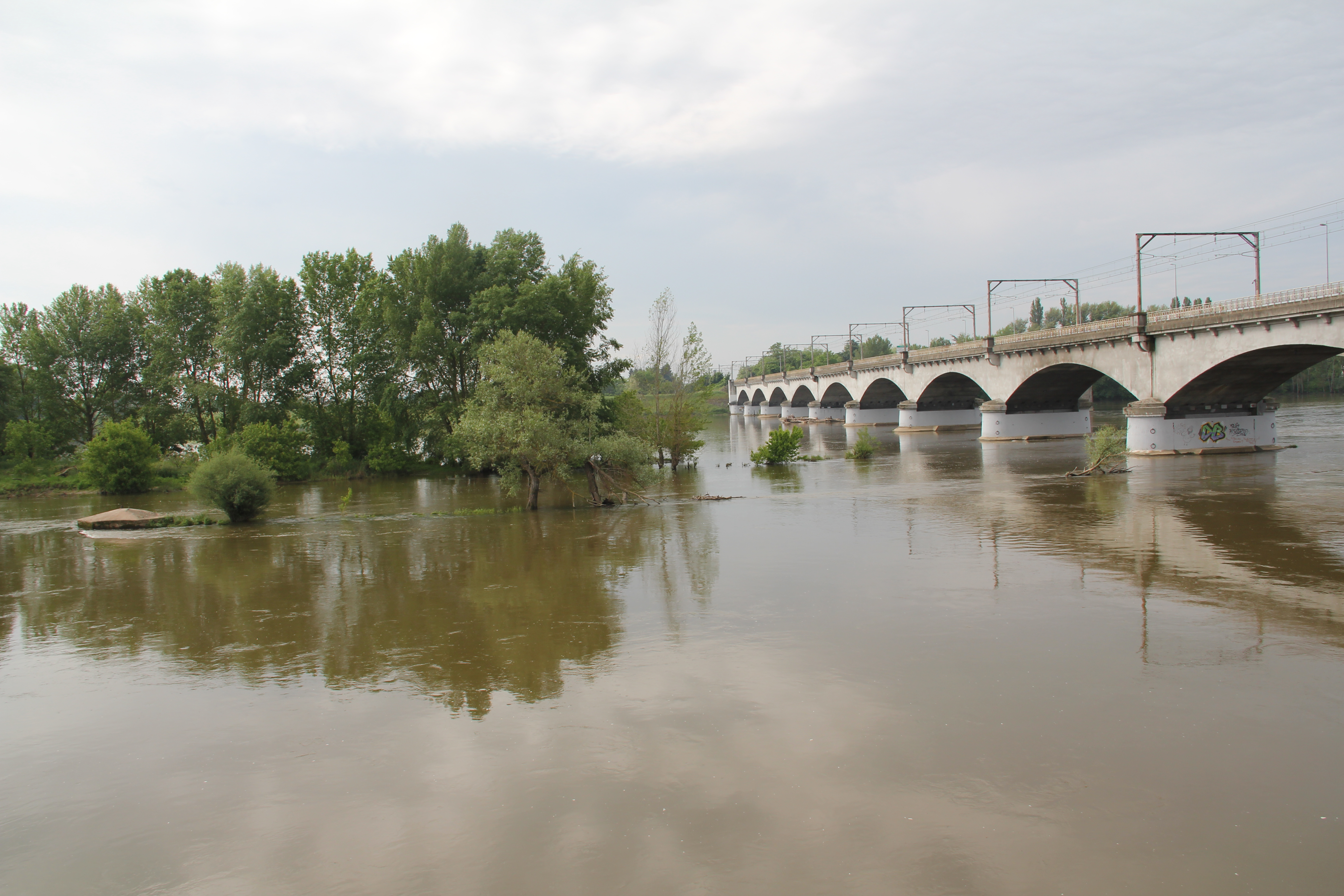
Brug over de Loire bij Orléans.
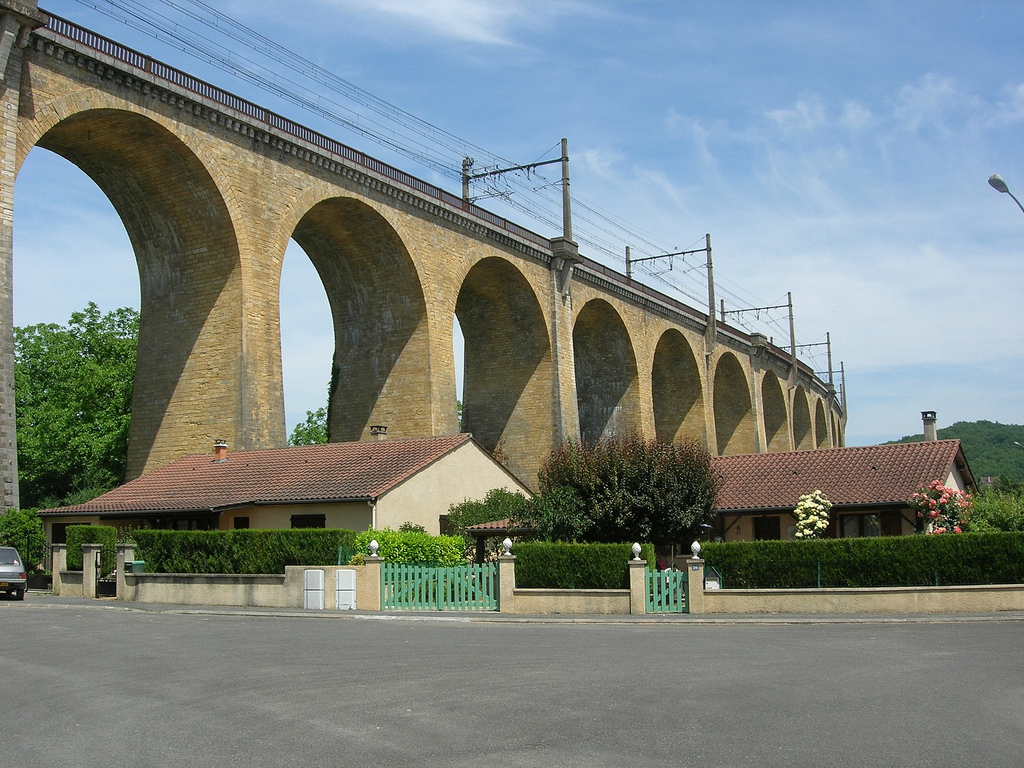
Viaduct van Souillac.
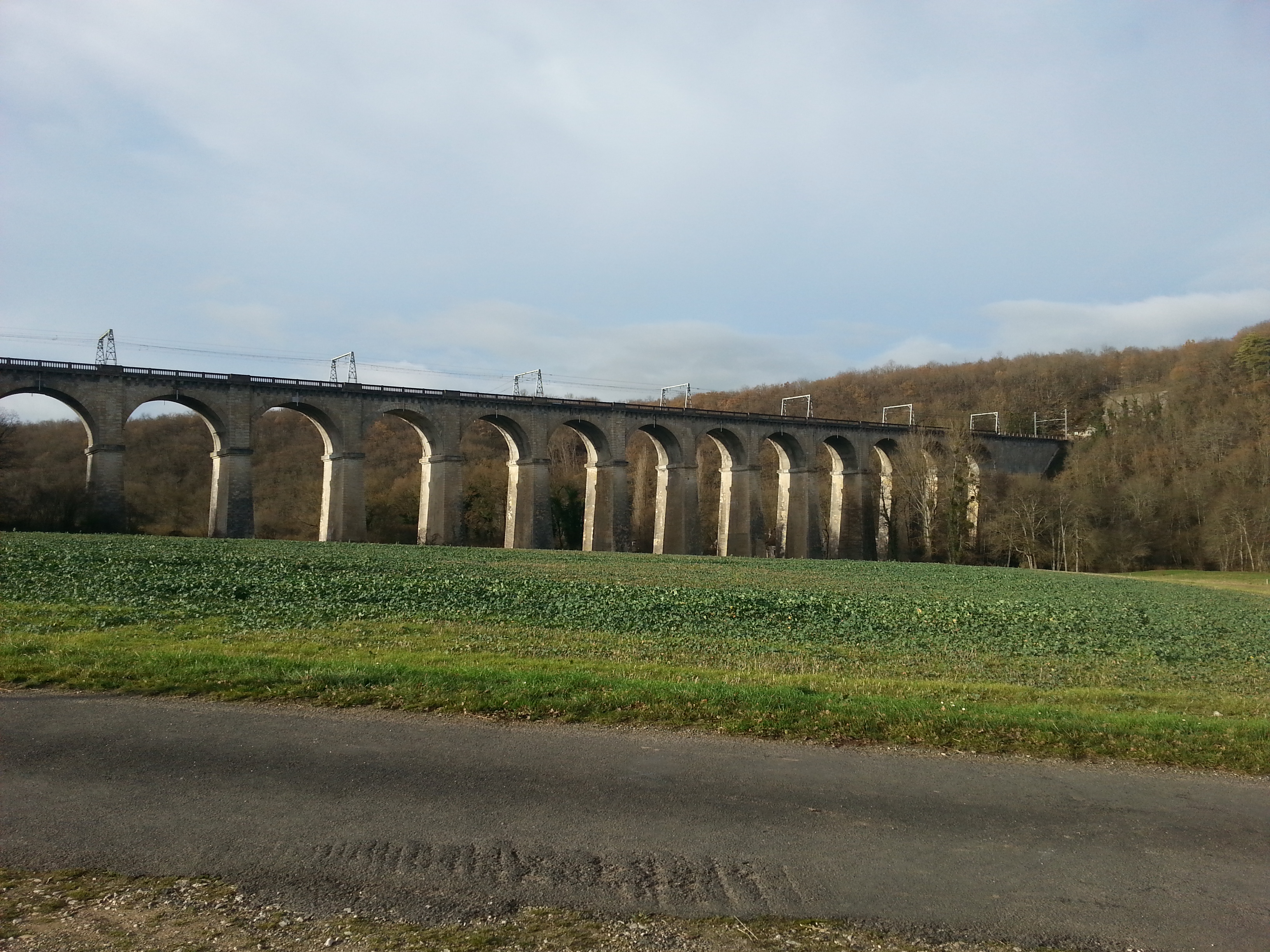
Viaduct van Charente.
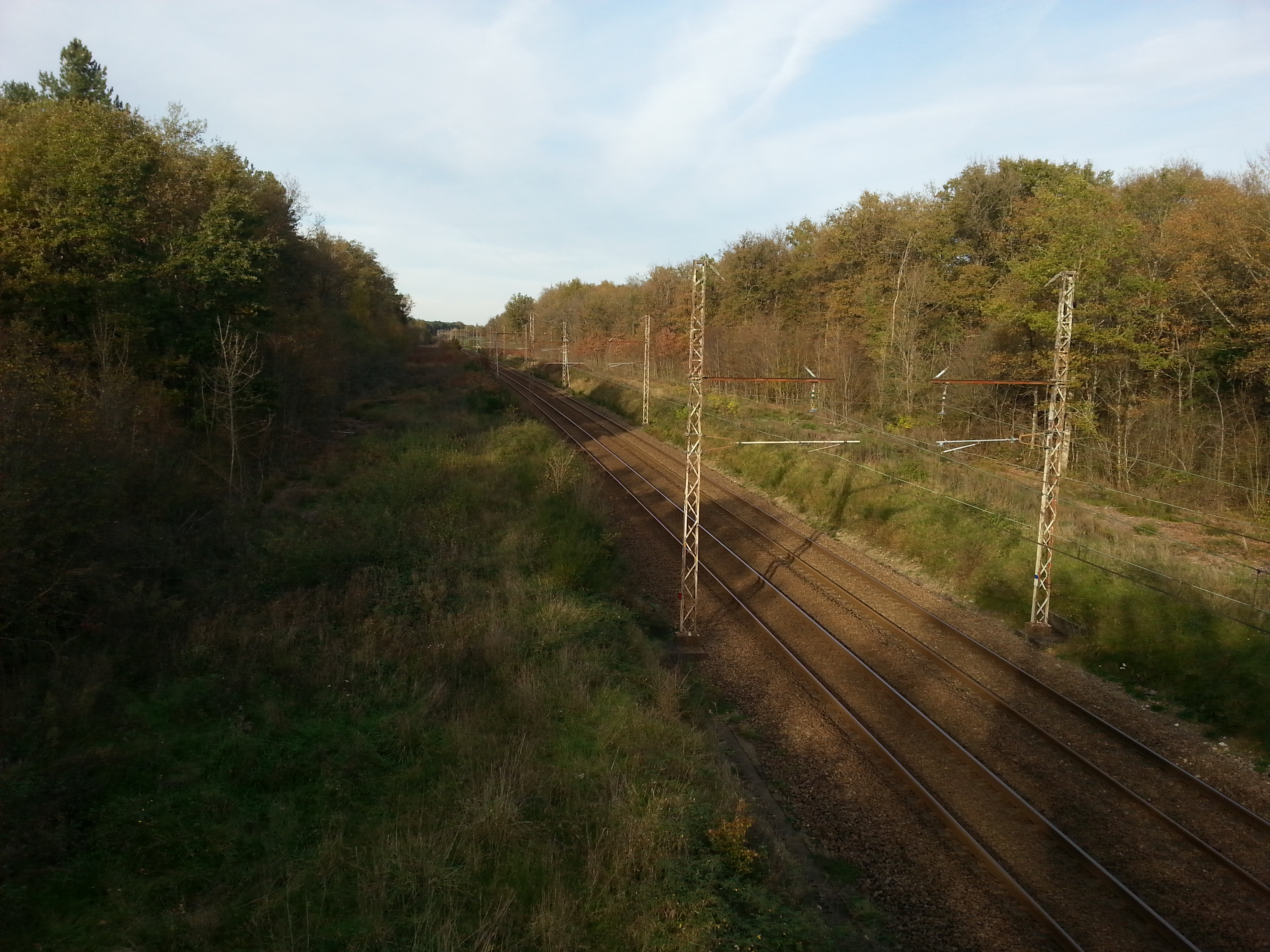
De spoorlijn bij Saint-Maur.